# 佐藤修 (マスターピース・グループ)
佐藤 修（さとう おさむ、1964年 - ）は、日本の実業家。BPO（ビジネス・プロセス・アウトソーシング）をメインとして、オフショアによるコールセンターを行う会社のマスターピース・グループ株式会社の代表取締役会長である。

## 略歴
- 1964年 - 東京都に生まれる。
- 1986年 - 中央大学文学部を卒業して、株式会社太陽レクリエーションセンター（現 株式会社サン太陽トラベル、通称:サミーツアー）へ入社。
- 1989年 - 株式会社マインドシェアを設立して、専務取締役に就任。
- 1989年9月 - 株式会社ダイヤルキューネットワークの設立に参加し取締役に就任。主に広告宣伝を担当。
- 1992年9月 - マーケティングを事業目的とする株式会社サイク（資本金10,000千円）を設立。現在のマスターピース・グループの基礎を作る。
- 1995年2月 - 株式会社サイクの子会社として株式会社グッドウィル（現 ラディアホールディングス→アドバンテージ・リソーシング・ジャパン→プロンプトホールディングス）の発行済株式51%を出資して設立。
- 1997年 - 将来のグループ構想・株式公開などを考え、株式会社グッドウィル（1999年5月にグッドウィル・グループ株式会社に社名変更）へ発行済株式100%を譲渡し連結対象子会社となる。
- 1999年7月 - グッドウィル・グループ株式会社を店頭（現ジャスダック）にて株式を公開（銘柄コード4723）。
- 2001年6月 - グッドウィル・グループ株式会社から、MBOにて資本関係上、分離独立。
- 2001年12月 - 社名を株式会社マスターピースに変更して、代表取締役社長に就任。

その後、マスターピース（現 マスターピース・グループ）は、コールセンター事業、データエントリー事業、日払い給与システム事業など、アウトソーシングを柱とした企業として成長を続け、オフショアアウトソーシングの分野では、国内業界最大手となっている。また、中国国内業界で2位のコールセンターを傘下に有し、中国国内でのサービス展開も加速している。